# Integrovaný obvod

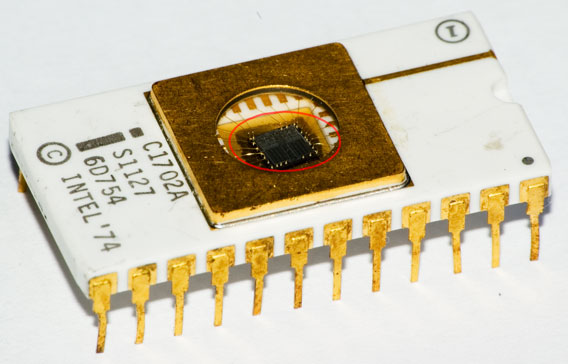
Paměť EPROM o kapacitě 256 × 8 bitů ze 70. let 20. století

Integrovaný obvod (zkratka IO) je moderní elektronická součástka. Jedná se o spojení (integraci) mnoha jednoduchých elektrických součástek, které společně tvoří elektrický obvod vykonávající nějakou složitější funkci. Integrované obvody dělíme na monolitické a hybridní. V Československu se pro integrovaný obvod vžil mezi profesionály i amatéry termín „šváb“ vycházející z jeho podoby. Další používaná označení jsou čip nebo mikročip.
Monolitické IO od 70. let 20. století jasně převažují. Jejich jednotlivé součástky jsou vytvořeny a vzájemně spojeny (s pomocí difuze a epitaxe) na jediné polovodičové, nejčastěji křemíkové, destičce.
Na obrázku je křemíková destička paměti EPROM o kapacitě 256 × 8 bitů ze 70. let, kterou bylo možno mazat ultrafialovým zářením (proto měla paměť průhledné okénko). Matice paměťových buněk jsou dvě obdélníkové pravidelně mřížované části v horní polovině destičky. Celkově byl tento obvod složen z necelých 5000 součástek (tranzistorů).

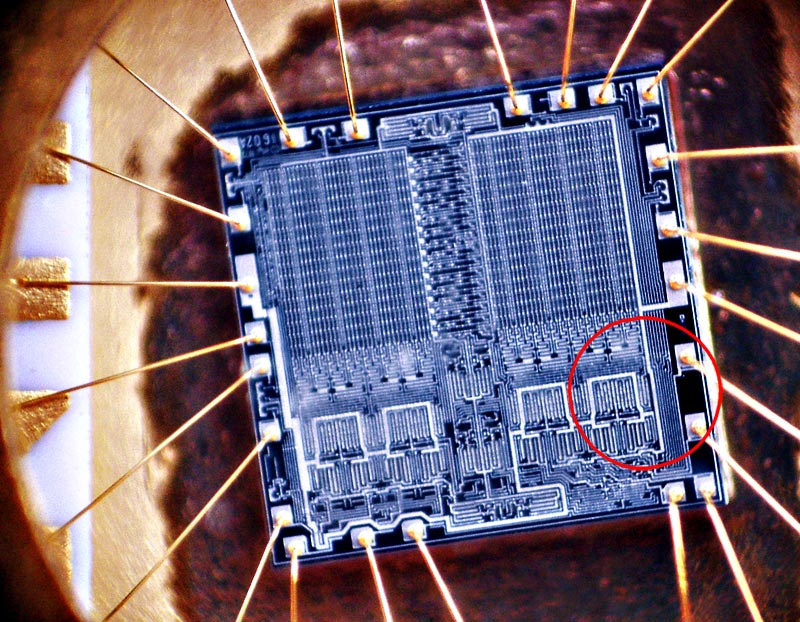
Křemíková destička z paměti na předchozím obrázku

Pro srovnání procesor Intel Pentium 4 se skládá z cca 42 milionů tranzistorů a nejtenčí spoje na destičce jsou široké 0,18 μm (lidský vlas má průměr cca 100 μm).
Hybridní IO se skládají z několika součástek (zpravidla některé z nich bývají monolitické IO), které jsou přilepeny a pospojovány na malé destičce (zpravidla keramické).
V současnosti (2021) se vyrábí asi bilion čipů ročně.

## Historie
První integrovaný obvod zkonstruoval Jack St. Clair Kilby z firmy Texas Instruments již v roce 1958 a ve stejném roce Robert Noyce z Fairchild Semiconductor (nezávisle na něm). Kilbyho integrovaný obvod byl na destičce z germania o velikosti 11 × 1,6 mm a obsahoval jediný tranzistor s pouze několika pasivními součástkami. Svůj vynález si nechal v roce 1964 patentovat pod číslem 3 138 743. V roce 1966 sestrojil také první kapesní kalkulačku založenou na integrovaném obvodu umějícím sčítat, odčítat, násobit a dělit. V roce 2000 získal Nobelovu cenu za fyziku.

## Výroba

### Monolitické obvody

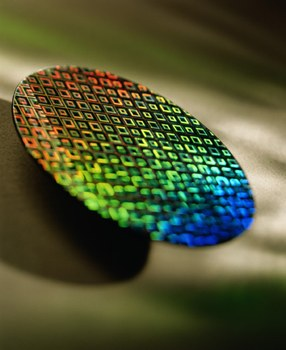
Vyleptaný křemíkový wafer

Základem pro výrobu moderních monolitických IO je monokrystal z velmi čistého polovodiče. Monokrystal musí být velmi dokonalý, pokud možno prostý, bez jakýchkoliv poruch v krystalové mřížce. Materiál pro jeho výrobu musí být předem velmi dokonale vyčištěn. Čištění materiálu a tažení takového monokrystalu se provádí za vysokých teplot v ochranné atmosféře, a je proto energeticky, ale i časově velmi náročné. Náročnost procesu je tím větší, čím větší průměr má výsledný monokrystal mít.
Hotový monokrystal, který má válcový či doutníkovitý tvar, se nařeže na velmi tenké plátky (anglicky chips, z toho české čipy) jménem wafer. Jejich tloušťka je v řádu desetin milimetru. Plátky se dále dokonale vyleští.
Na připravených plátcích se pak vytvářejí důmyslnými postupy miniaturní masky a na nezamaskovaná místa se difuzí přidávají různé příměsi, které v daných místech přetvářejí základní polovodičový materiál na materiál typu P nebo N, takže vznikají tzv. PN přechody.
Další často používanou metodou je iontová implantace, která spočívá v přímém „nastřelování“ iontů patřičných příměsí do určených míst polovodiče.
Po vytvoření struktury obvodu se na povrch vakuově napaří tenká vrstvička kovu (nejčastěji hliníku). Ta se poté opět za pomoci masky odleptá, takže na určených místech destičky vzniknou hliníkové kontakty.

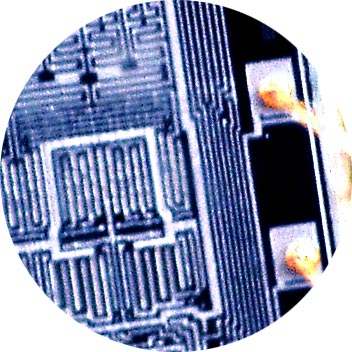
Detail součástek vytvořených na křemíkové destičce s vývody zlatými drátky

Na jednom plátku je takto vytvořeno zpravidla několik řad a sloupců stejných obvodů. Ty se nejprve elektricky otestují pomocí jemných hrotů dotýkajících se vytvořených hliníkových kontaktů. Vadné součástky jsou označeny a celá destička je pak rozřezána na jednotlivé integrované obvody. U těch, které v předchozím kroku prošly testem, jsou ke kontaktům přivařeny miniaturní zlaté nebo měděné drátky, které jsou vyvedeny na vývody (nožičky) IO.

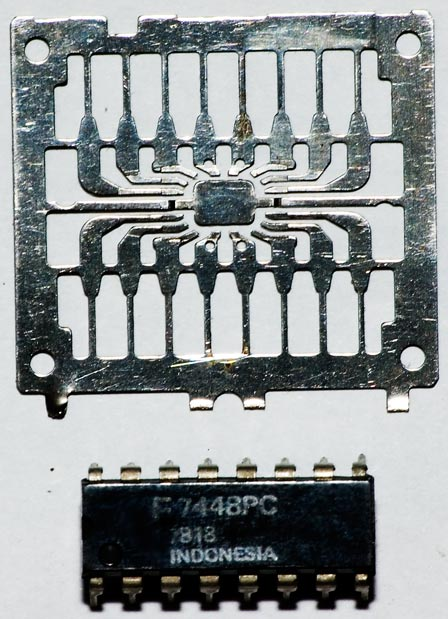
Na výstřižek z plechu je přilepena křemíková destička s obvodem, je provedeno nakontaktování a celý obvod je poté zalit do plastového pouzdra.

Celý obvod je pak zapouzdřen do (většinou plastového) pouzdra. Některé náročnější součástky (například výkonné mikroprocesory) mají ovšem pouzdra ze speciální keramické hmoty často kombinované s kovovými destičkami kvůli odvodu tepla ze součástky, jiné součástky (v minulosti třeba paměti EPROM, dnes například prvky CCD) mají části pouzder skleněné, takže je vidět na vlastní křemíkovou destičku.

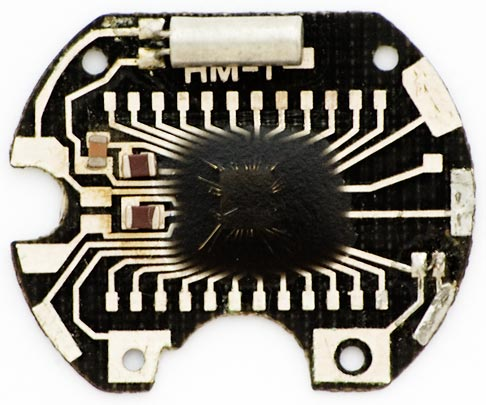
Integrovaný obvod pouze zakápnutý pryskyřicí v digitálních hodinkách

V některých masově vyráběných produktech spotřební elektroniky se z důvodů snížení ceny a miniaturizace lepí křemíkové destičky obvodů bez pouzdra přímo na desku s plošnými spoji. Po připojení kontaktů jsou pouze zakápnuty vytvrditelnou pryskyřicí.

### Hybridní integrované obvody
Hybridní integrované obvody se zpravidla skládají z tenké keramické destičky, na kterou jsou metodou sítotisku naneseny vodivé spoje, rezistory a přilepeny křemíkové destičky s diskrétními polovodičovými součástkami nebo jednoduššími monolitickými integrovanými obvody. Případně mohou být na tutéž destičku přilepeny i další součástky jako například kondenzátory nebo cívky. Hodnoty odporu rezistorů lze na destičkách hybridních obvodů případně pomocí laseru velmi přesně doladit.

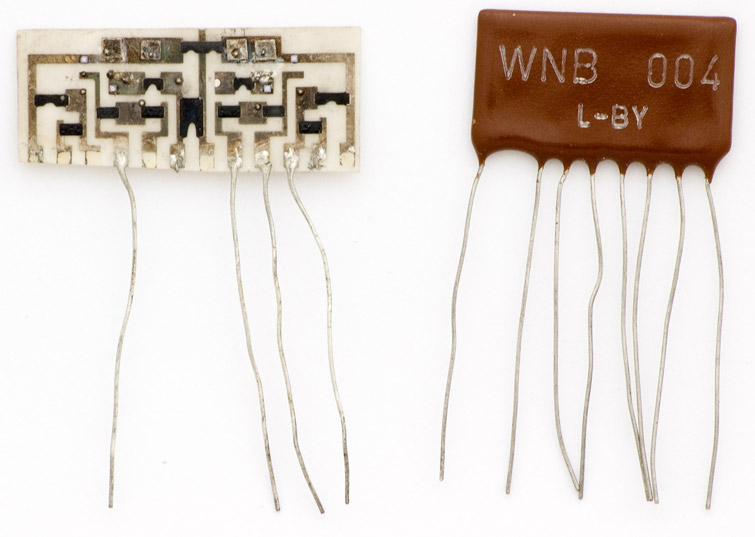
Destička se součástkami a podobný hotový hybridní integrovaný obvod v plastovém pouzdře

Poté se provede kontaktování polovodičových součástek běžným způsobem a obvod je uzavřen do kovového nebo plastového pouzdra.

### Pouzdra integrovaných obvodů
THT součástky – součástky s vývody, jež se osadí do otvorů v plošném spoji a zapájí.
- Single in-line package (SIP) – obdélníková součástka postavená na bok delší strany, z níž vedou vývody. Zapouzdřená fluidizací, spoří místo. Odstup vývodů 2,54mm.
- ZIP package – jako SIP ale vývody střídavě vychýlené od podélné osy součástky. odstup vývodů 1,27mm.
- Dual in-line package (DIP) – obdélníková součástka v kovovém nebo plastovém pouzdře s vývody na obou delších stranách. 8 – 64 vývodů s odstupem 2,54mm, 1,78 (tzv. SH-DIP).
- Pin grid array (PGA) – součástka s velkým počtem vývodů umístěných na spodní straně, často vsazovaná do patice. Odstup vývodů 2,54mm.

SMD (surface mount device) součástky – jde o součástky, kterých se využívá při výrobě elektroniky pomocí SMT technologie.
- Land grid array (LGA) – součástka s velkým počtem vývodů umístěných na spodní straně. Vývody nejsou nijak vystouplé, jde spíše o kontaktní plošky
- Quad flat pack (QFP: TQFP, MQFP, PQFP) – součástka čtvercového tvaru s vývody na všech čtyřech stranách různého tvaru (L,J,I). Odstup vývodů 0,635mm.
- MLF (Micro Lead Frame) / QFN (Quad flat network) – součástka čtvercového tvaru s vývody na všech čtyřech stranách v podobě kontaktních plošek nebo prohlubní, které se připájí na požadované místo
- Small-outline integrated circuit (SOIC, SOJ, SOT, SOP, SOI, SOG) – Obdoba DIP (THT součástky viz výše) s různými tvary vývodů (L,J,I)
- Ball grid array (BGA) – součástka s velkým počtem vývodů umístěných na spodní straně, které jsou v podobě kuliček pájky připravené k pájení Přetavením na požadované místo
- Ceramic Leadless Chip Carrier (CLCC), Leaded Chip Carrier (LCC) – čtvercová, hermeticky uzavřená součástka s vývody v podobě kontaktních plošek na všech stranách, vybavená navíc kovovou ploškou pro lepší odvod tepla (z důvodů většího výkonového zatížení). Odstup vývodů 1,27mm a méně.

## Meze integrace
Mez integrace se uvádí v hustotě součástek na plochu. Tato hodnota nemůže být nekonečná a to nejen kvůli konečné přesnosti výrobních postupů, ale také kvůli určitým fyzikálním předpokladům pro fungování samotných součástek – zejména pak polovodičů. Existuje tedy míra nejmenšího možného tranzistoru, kterou nesmíme překročit, aby tranzistor byl stále funkční – a to i v případě, že jsme schopni vyrobit součástku menší.
- Difuzní délka (neboli žravost) – konstantní pro každý materiál omezující rozměry tranzistoru. Toto kritérium není úplně mezí integrace, protože omezuje velikost báze shora. Pokud by byla báze širší, rekombinuje (zanikne) elektron dříve než ji překoná – proud z mezi kolektorem a emitorem by nemohl protékat.

{\displaystyle L_{N}={\frac {1}{\sqrt {p_{B}}}}}
{\displaystyle L_{N}} – difuzní délka;
{\displaystyle p_{B}} – koncentrace nosičů v bázi
- Earlyho efekt – Jev omezující miniaturizaci tranzistoru. Pokud je koncentrace nosičů v bázi nízká, rozšiřuje se vyčerpaná oblast PN přechodu (u NPN tranzistoru jde o přechod báze-kolektor) výrazněji do báze a zmenšuje tak její efektivní šířku. Dochází tak k deformaci výstupních charakteristik tranzistoru, zesilovacího činitele a kolektorového proudu – tyto parametry se stávají závislými na napětí mezi bází a kolektorem. Šířka báze musí být tedy větší než vyčerpaná oblast.

- Debyeho délka – Omezení související s vyčerpanou oblastí PN přechodu. Způsobuje, že je nutné umístit elektrody do určité vzdálenosti od PN přechodu a vyčerpané oblasti, která se kolem něj tvoří.

{\displaystyle L_{d}={\frac {1}{e}}{\sqrt {\frac {\varepsilon kT}{n+p}}}}
- Zákon velkých čísel – Pravidlo omezující velikost polovodičových součástí. V polovodiči je počet nosičů náboje konstantní. Při výrobě součástky se nepřesností výroby stane, že počet nosičů náboje se v každém kusu mírně liší. U součástek běžné velikosti tyto malé rozdíly nehrají roli, ale u součástek miniaturizovaných (kde se celkový počet volných nábojů může pohybovat např. kolem 100) mohou tyto odchylky výrazně ovlivnit parametry součástky. Od jistého stupně miniaturizace je tedy nemožné vyrábět součástky totožné, i když jde o totožný postup výroby. Tato mez integrace může být časem odbourána zkvalitněním výroby.

- Heisenbergův princip (relace) neurčitosti

## Rozdělení integrovaných obvodů
Vedle dělení na monolitické a hybridní existuje celá řada dalších kritérií, podle kterých je lze IO dělit. Patří mezi ně například:
- analogové nebo číslicové obvody
- stupeň integrace
  - SSI – malá integrace (anglicky Small Scale Integration)
  - MSI – střední integrace (anglicky Middle Scale Integration)
  - LSI – vysoká integrace (anglicky Large Scale Integration)
  - VLSI – velmi vysoká integrace (anglicky Very Large Scale Integration), někdy také XLSI (anglicky eXtra Large Scale Integration)
- unipolární a bipolární obvody
- programovatelné a neprogramovatelné obvody
- sériově a zakázkově vyráběné obvody

### Rozdělení podle stupně integrace
| Zkratka | Význam (míra integrace)                      | Od roku | Počet tranzistorů | Počet logických hradel | Typické analogové obvody                                       | Typické digitální obvody                              |
| ------- | -------------------------------------------- | ------- | ----------------- | ---------------------- | -------------------------------------------------------------- | ----------------------------------------------------- |
| SSI     | small-scale integration (malá)               | 1964    | 1 až 10           | 1 až 12                | Jednoduché zesilovače, komparátory, stabilizátory              | Logické členy, klopné obvody                          |
| MSI     | medium-scale integration (střední)           | 1968    | 10 až 500         | 13 až 99               | Operační zesilovače, koncové zesilovače                        | Multiplexory, dekodéry, aritmeticko-logické jednotky  |
| LSI     | large-scale integration (velká)              | 1971    | 500 až 20 000     | 100 až 9 999           | Integrované přijímače a vysílače, moduly do mobilních telefonů | Jednoduché mikroprocesory, malé paměti, hradlová pole |
| VLSI    | very large-scale integration (velmi velká)   | 1980    | 20 000 až 1 000   | 10 000 až 99 999       |                                                                | 16 a 32bitové mikroprocesory                          |
| ULSI    | ultra-large-scale integration (zvlášť velká) | 1984    | od 1 000          | od 100 000             |                                                                | 64bitové mikroprocesory                               |

## Teplotní rozsah (temperature range)
Pro praktické použití je jedním z nejdůležitějších parametrů integrovaných obvodů jejich teplotní specifikace. Běžně se používá následující specifikace:
- commercial – komerční teplotní rozsah: 0 až +70 °C
- industry – průmyslový teplotní rozsah: −40 až +85 °C
- automotive – automobilový teplotní rozsah: −40 až +125 °C
- extended/military – rozšířený/vojenský teplotní rozsah: −55 až +125 °C

Teplotní rozsah zaručuje, že pokud je na povrchu součástky teplota v daných mezích, je tato součástka schopna správně fungovat. Je potřeba si uvědomit, že součástka je v provozu sama zdrojem tepla a zaručit na jejím povrchu určitou teplotu nemusí být snadné. I když se může zdát, že 70 °C je poměrně vysoká teplota, uvnitř vypnutého přístroje ponechaného v létě na zadním skle automobilu může být i 55 °C. Přitom výkonové součástky se mohou při provozu běžně ohřívat o 40 °C. Naopak, v zimě nemusí jít spotřebiče poskládané z běžných "komerčních" součástek zapnout, nebo se může snižovat jejich životnost.
Při ohřevu součástky hraje důležitou roli tzv. tepelný odpor mezi čipem a pouzdrem a dále mezi pouzdrem a okolím. Udává se ve °C na Watt, určuje rozdíl teploty vyvolaný daným ztrátovým výkonem. Základním pravidlem zde je, že teplota křemíkového čipu nesmí překročit +140 °C až +150 °C. Maximální teplota okolí proto bývá zvláště u výkonových součástek podstatně nižší než teoretická katalogová hodnota. U hodně zatížených součástek (procesor, výkonové zesilovače ap.) se proto používají chladiče, které zlepšují odvod tepla z povrchu součástky do okolí (snižují tepelný odpor mezi pouzdrem a okolím).

## Výhody a užití integrovaných obvodů

### Výhody
Mezi hlavní výhody integrovaných obvodů patří zejména:
- miniaturizace,
- stále se zvyšující výkon,
- nižší energetické nároky na provoz,
- spolehlivost,
- hromadná sériová výroba snižuje cenu.

Veškeré tyto výhody se zvětšují s vzrůstající miniaturizací a zvyšováním komplexnosti obvodů.

### Užití
Integrované obvody se využívají ve veškeré spotřební elektronice, ale i různých vědeckých zařízeních, např. na umělých družicích. Některá zařízení obsahující integrované obvody:
- televize, videa, satelitní přijímače, dálková ovládání,
- rozhlasového přijímače, CD či MP3 i MP4 přehrávače,
- digitální hodinky, kalkulačky,
- mobilní telefony, vysílačky, GPS přijímače,
- fotoaparáty, digitální fotoaparáty,
- počítače, tiskárny, monitory, PDA,
- automobily, letadla a další dopravní prostředky,
- lékařské, vědecké a měřicí přístroje.